# 安全推廣中心
安全推廣中心（日語：日本航空安全啓発センター）是一個由日本航空設立及管理的航空安全教育及展覽中心。中心位於東京都大田區東京國際機場（羽田機場）第2綜合大樓1樓。中心於2006年4月24日開幕，主要目的是要確立日本航空員工的航空安全意識。而中心主要展覽關於日本航空123號班機空難的資料。

## 設立經過
1985年8月12日，日本航空123號班機搭載509名乘客及15名機組員，傍晚6時從東京國際機場（羽田機場）出發前往大阪國際機場（伊丹機場）。但飛機起飛後失控，最終於距離東京約100公里的群馬縣御巢鷹山區附近的高天原山墜毀。機上只有4人生還，其餘520人全部罹難。至今這場空難仍是涉及單一航機中罹難人數最多的空難。經調查後，證實事故與航機7年前受損的機尾沒得到妥善修理有關。
2005年是這場空難的20週年。日本航空設立5人檢討委員會，探討如何避免再次發生嚴重空難。委員會成員都是外間的安全專家，而委員會主席則由著名航空及危機管理作家柳田邦夫擔任。這個委員會最終建議日本航空設立安全推廣中心。
經過約半年的籌備，佔地622平方米的安全推廣中心最終於2006年4月24日開幕。首任館長是金崎豐。
中心位於東京單軌電車羽田線整備場站附近，屬維修區的一部分。中心雖然對公眾開放，但如欲參觀，必須預先登記。中心每天平均接待80名參觀人士。

## 展品
中心主要展品包括123號班機的機尾殘骸、駕駛艙通話記錄器、空難相關的新聞報導，以及部分罹難乘客的遺書（由於飛機發生客艙失壓時並沒有馬上墜毀，故部分乘客有時間寫下遺書）。除此以外，中心已設有解釋其他世界傷亡慘重的空難的展板。

## 外部連結
- 安全推廣中心官方網站（日語）

35°33′13″N 139°45′13″E / 35.553665°N 139.753634°E